# یترسویلر
یترسویلر (به فرانسوی: Jetterswiller) یک کمون در فرانسه با جمعیت ۱۸۲ نفر است که در Canton of Marmoutier واقع شده‌است.